# Zorro (serie televisiva 1990)
Zorro è una serie televisiva statunitense di genere western, trasmessa per la prima volta dal 1990 al 1993, ispirata al personaggio creato da Johnston McCulley. Prodotta dalla New World Television, è la serie TV su Zorro più lunga, essendo composta da 88 episodi, 10 episodi in più rispetto alla precedente serie televisiva prodotta dalla Disney.

## Trama
Los Angeles, 1820. Il giovane Don Diego De La Vega, rampollo di una ricca famiglia, torna dalla Spagna in California all'hacienda del padre, Don Alejandro. Troverà un paese vittima dell'alcalde Luis Ramon, che comanda opprimendo la gente del pueblo, assistito dal simpatico sergente Jaime Mendoza, amico di Don Diego. Quest'ultimo, per proteggere sé stesso e i suoi alleati da ritorsioni, decide di costruirsi una "vita segreta" assumendo le sembianze di uno studioso e combattendo il malvagio alcalde nei panni di Zorro, aiutato dal fido servitore Felipe (muto ma non sordo), unico a sapere chi si celi dietro la maschera nera di Zorro. Importante sarà anche l'aiuto del suo fidato cavallo Tornado, tenuto nascosto in una grotta vicina dove Zorro ha incluso un piccolo laboratorio per studiare soluzioni e vantaggi attraverso l'ingegneria e la chimica. Altro personaggio chiave della serie è Victoria Escalante, la bella, gentile e caparbia locandiera della città, amica dei De La Vega e interesse romantico di Zorro. Dopo aver imposto tasse smisurate solo per arricchirsi, aver accusato e imprigionato ingiustamente centinaia di uomini, l'alcalde Ramon giungerà alla sfida finale contro Zorro. Infatti dopo aver appreso che il padre di Victoria è rinchiuso nella "Fortezza del Diavolo" (gestita da una dura colonia penale) l'alcalde decide di cogliere l'occasione per recarsi lì con l'intenzione di rubare un lascito testamentario in favore dei De La Vega, ma scoperto da Zorro tenta la fuga sui tetti della fortezza dove riesce a smascherare il bandito prima di cadere nel vuoto e morire. Il lascito testamentario verrà ben nascosto e recuperato da futuri pronipoti di Don Diego negli anni 1990.
Dopo la morte di Ramon, giungerà un nuovo alcalde in città, Don Ignacio De Soto, un compagno di Diego all'università e proveniente da una famiglia assai modesta, che sembrerebbe l'uomo giusto per Los Angeles, salvo dimostrarsi in breve tempo aggressivo ed arrivista. Infatti anche se non corrotto e meno malvagio del suo predecessore, De Soto è pur sempre un uomo non adatto alla carica ricoperta, interessato solamente alle sue ambizioni politiche e costringerà Zorro a nuove missioni. Alla fine giunge a Los Angeles dalla Spagna l'ispettore militare Gilberto Resendo (che si rivelerà essere il gemello maggiore di Diego, istigato contro i De La Vega dalla madre adottiva che l'aveva rapito subito dopo il parto avvenuto in Spagna) con l'ordine di prendere il controllo di Los Angeles. Gilberto condanna a morte l'Alcalde ed il sergente Mendoza concedendo loro di trascorrere le loro ultime ore di vita da uomini liberi per assaporare tutto ciò che lasceranno per sempre. Dopo aver ferito Zorro e credendo di averlo ucciso, Resendo si reca all'hacienda De La Vega per impossessarsi di tutto e uccidere Diego e Alejandro. Diego ha un duro duello con l'ispettore durante la quale Resendo scopre la ferita al braccio di Diego e capisce che è Zorro. Seppur con difficoltà, Diego lo disarma sotto gli occhi increduli del padre. Subito dopo l'arrivo della madre adottiva, Resendo rivela la sua identità di gemello di Diego tramite una voglia che i due hanno sulla coscia destra. Poi Gilberto, puntando una pistola contro Diego, prima di uccidere il fratello prova a rivelare a tutti il segreto di Zorro ma l'Alcalde, recatosi alla hacienda De La Vega, gli spara, uccidendolo prima che possa rivelare tutto. Così facendo l'alcalde salva sé stesso e Mendoza da morte certa, rimandando i soldati dell'ispettore in Spagna. Inoltre, questa morte destò grande tristezza in Diego e suo padre, che in parte la colmarono adottando legalmente Felipe.

## Personaggi
- Diego de la Vega / Zorro: Un uomo molto ricco e sensibile che si oppone alla tirannia e all'oppressione. Nato nel 1788, figlio di Alejandro de la Vega e di sua moglie Felicidad[1], tornò dall'Università complutense di Madrid per conto del padre. Comprende la difficile situazione dei poveri e, non potendo opporsi apertamente al governo, si traveste da Zorro. Diego fu ispirato da una volpe che vide nella grotta adiacente alla hacienda de la Vega. Nella sua lotta cerca di non rivelare la sua vera identità per non mettere in pericolo i suoi cari. Diego è una persona molto intelligente, leale e saggia, che preferisce sconfiggere i suoi avversari umiliandoli, piuttosto che distruggerli con la forza bruta. Porta con sé una spada particolarmente affilata e resistente, ricevuta in regalo dal suo maestro di scherma, Sir Edmund Kendall. Diego si assicura che la sua personalità non assomigli a quella di Zorro. È pacato, ha maniere impeccabili, agisce con prudenza e si finge indifeso e un po' codardo. Ha una relazione complessa con la sua migliore amica e interesse amoroso Victoria Escalante. A parte combattere, ama leggere, scrivere poesie, suonare il pianoforte e condurre esperimenti scientifici. Quando l'occasione lo richiede, si fa aiutare da Felipe e Tornado per compiere le missioni di Zorro.
- Victoria Escalante: Locandiera e interesse amoroso di Zorro, è una donna molto schietta, indipendente, gentile, determinata e testarda. Gestisce la taverna del pueblo di Los Angeles, che ha ereditato dai suoi genitori. Victoria crede che le donne debbano avere una voce forte nella società quanto gli uomini: non esita mai a dire ciò che pensa o a sostenere una causa. Questo la rende molto rispettata nella sua comunità e a volte la mette nei guai, ma ha fiducia in Zorro perché la salvi. Victoria è anche una donna con sentimenti contrastanti: ama profondamente Zorro senza sapere che è il suo migliore amico Diego, che sembra non provare alcun interesse per lei e la fa arrabbiare con la sua inazione.
- Jaime Mendoza: Un sergente piuttosto imbranato e codardo, ma simpatico e dal cuore d'oro. Considera Diego suo amico, ma anche Zorro, e il suo principale interesse nella vita è il cibo. Inizialmente non ha stretti rapporti con Victoria e i de la Vega, ma col tempo ne diventa amico nonostante gli ordini degli alcalde lo portano spesso al conflitto. Orgoglioso di servire nell'esercito, desiderava di essere un soldato quando era all'orfanotrofio. All'inizio cerca semplicemente di catturare Zorro, ma più avanti lo ammira e lo considera suo amico. Nonostante le ripetute gaffe, Mendoza dimostra più coraggio nella seconda parte della serie. È basato sul sergente Demetrio López Garcìa della serie televisiva Disney.
- Felipe: Un giovane ragazzo muto e orfano che vive nella hacienda de la Vega, devoto servitore della famiglia e aiutante segreto di Zorro. Un'esplosione durante una battaglia militare uccise i suoi genitori e compromise la sua capacità di parlare, rendendolo muto. Da allora esprime le sue comunicazioni usando il linguaggio dei segni. Finge per molti anni di essere sordo, e Diego è l'unica persona che conosce il suo segreto, così come Felipe anche l'unica persona a conoscere l'identità segreta di Diego. Diego e Felipe sono molto uniti e si capiscono perfettamente: quando Diego ha bisogno delle cose di Zorro, Felipe si assicura sempre che le abbia subito pronte e aiuta anche a creare diversivi in caso di necessità. Felipe è basato su Bernardo della serie televisiva Disney.
- Alejandro de la Vega: Un nobile proprietario terriero e cittadino rispettato del pueblo di Los Angeles, padre vedovo di Diego. Uomo schietto, impulsivo e avventuroso, è attivo nella politica locale e non esita a dire la sua quando viene commessa un'ingiustizia. È amico dei poveri e cerca di aiutarli ogni volta che può. Ama chiaramente suo figlio, che vede come un uomo gentile, sebbene spesso sia un po' deluso da lui, troppo indifferente e studioso per i suoi gusti. Ammira Zorro e vorrebbe che suo figlio fosse più simile a lui.
- Tornado: Il cavallo di Zorro. È uno stallone nero, indiscutibilmente il più veloce di tutta la California. È anche estremamente intelligente, praticamente quanto una persona e apparentemente in grado di leggere la mente di Zorro, a cui ha salvato la vita in numerose occasioni. Trovato allo stato brado e addestrato da Diego e Felipe, è docile e ben educato con Zorro, ma diventa selvaggio e furioso con i suoi nemici.
- Luis Ramon: Un alcalde spietato, avido di denaro, incompetente e un po' codardo, principale antagonista delle prime due stagioni. La sua ambizione è quella di progredire nella carriera politica e nello status sociale, ottenendo così il rispetto del padre, che ha sempre preferito i suoi fratelli e non gli ha mai prestato attenzione. Ricorre a tecniche spregiudicate per ottenere la terra, come il furto di denaro per comprarla o l'imposizione di tasse ingenti che i poveri non possono pagare, in modo da poter confiscare le loro proprietà. Non si sente mai in colpa per le sue malefatte, e non ammette mai di aver sbagliato. L'unica ragione per cui abbandona i suoi piani nefasti è perché Zorro lo costringe a farlo.
- Ignacio De Soto: Un uomo arrogante, avido, spietato e determinato che farebbe di tutto per i propri interessi egoistici, antagonista principale delle ultime due stagioni. Ex compagno di studi di Diego in Spagna, ha ottenuto la carica di alcalde con il tradimento e proviene da una famiglia povera, ma nonostante ciò la sua mancanza di compassione per i poveri lo rende simile a Luis Ramon. Il suo obiettivo principale è tornare a Madrid, rendendosi famoso per aver catturato Zorro. Sebbene non sembra imparare mai dai suoi errori e continua a commettere azioni spregevoli, De Soto dimostra in alcune occasioni più rimorso e più disposizione a scusarsi rispetto a Ramon.

## Produzione
(Duncan Regehr)
Duncan Regehr si trova a impersonare Zorro, ruolo che in televisione fu in passato di Guy Williams (la serie Disney del 1957), e sarà poi di Christian Meier ("La espada y la rosa", telenovela del 2007).
Don Alejandro, padre di Diego, è impersonato nella prima stagione da Efrem Zimbalist Jr., sostituito da Henry Darrow a partire dalla seconda stagione. Darrow aveva già preso parte ad altre due produzioni dedicate all'eroe mascherato, prestando la voce a Diego/Zorro nella serie animata Le nuove avventure di Zorro del 1981, ed interpretando lo stesso Diego/Zorro in Zorro and Son, serie Disney del 1983. Inoltre, Darrow aveva svolto un provino per partecipare alla serie del 1957, senza però ottenere la parte.
Il brano della sigla iniziale si intitola Zorro theme song, scritto da Dennis Spiegel (testo) e Jay Asher (musica).

## Episodi
| Stagione         | Episodi | Prima TV originale | Prima TV Italia |
| ---------------- | ------- | ------------------ | --------------- |
| Prima stagione   | 25      | 1990               |                 |
| Seconda stagione | 25      | 1990-1991          |                 |
| Terza stagione   | 25      | 1991-1992          |                 |
| Quarta stagione  | 13      | 1992-1993          |                 |

## Edizione italiana
In Italia è andato in onda dal 1991 su Rai Uno, prima all'interno della trasmissione per ragazzi Big! (uno dei primi programmi del fortunato contenitore) e poi Solletico. Il doppiaggio è stato realizzato dalla S.A.S. (Società Attori Sincronizzatori), a cura di Albertina Baldini, Renato Cominetti (dialoghi) e Giancarlo Prete (direzione). La serie è poi stata replicata in seguito su Rai 3 nel pomeriggio dedicato ai ragazzi e poi in seguito nella mattina di Rete 4.